# 秦伟平
秦伟平（1980年2月9日—），笔名秦邦，湖北黄冈人，时事评论员，脱口秀《平论》主持人，中国民主党青年委员会会长。

## 生平
1980年2月9日出生於湖北省黃岡市。 
2002年，任《中国电子商务》杂志社驻深圳记者。
2005年，在上海创立秦邦家居公司，任董事总经理；
2007年，复旦大学管理学院攻读EMBA课程（非教育部承认学位--成人培训班）
2008年，作为公民记者和志愿者赴汶川地震灾区参与救灾。
2013年，旅美并创立中国民主党青年委员会（中青会），8月31日，为纪念著名民权领袖马丁路德金發表《我有一个梦想》著名演讲50周年，在纽约时报广场发表《梦想的力量》英文演说  。
2014年，在美国纽约时代广场街边演说；在美国国会大楼门口发表声援香港雨伞运动的英文演说。
2015年，习近平访美前夕，发出“十问习近平”公开信，要求与习近平在华盛顿对话；并接受ACM电视台专访；就TPP话题接受自由亚洲电台专访，并应邀在美国大华府做“TPP的前因后果与中国应对之策”讲座。
2016年，出版著作《中国危机路线图》，并接受自由亚洲电台专访，应邀访问印度达兰萨拉，与第十四世达赖喇嘛会面，并对第十四世达赖喇嘛进行了45分钟视频专访。
2017年，为普林斯顿中国学社旗下网刊《纵览中国》撰写财经时评专栏，出版著作《中国危机大逃亡》，并接受自由亚洲电台专访。
2018年11月11日，发表声明宣布竞选2028年美国国会议员。
2019年6月1日，主持IFCSS全美学自联在中国驻美大使馆前主办的六四30周年烛光纪念会  6月13-15日，在瑞士日内瓦联合国人权理事会和比利时布鲁塞尔欧盟总部举牌声援香港反送中游行，呼吁国际社会给予香港及中国人权事业更多关注和支持。
2020年1月29日，出版中国危机三部曲终结篇《中国危机大赢家》。 2019年9月正式签约服役于美国海军。2020年，获颁国防服务勋章，全球反恐战争服务勋章，及美国海军及海军陆战队成就勋章。2020年在美国马里兰州哈佛德社区大学设立秦伟平自由奖学金，旨在资助鼓励品学兼优的学生领袖和退伍军人学生。2020年11月，获颁美国马里兰大学环球分校UMGC月度社区志愿者之星。
2022年5月，秦伟平获颁美国军队杰出志愿者服务勋章，以表彰他在过去两年多来积极为社区提供超过260个小时的公共服务，对社区公益事业产生积极有效影响。 2022年11月，秦伟平在推特上宣布光荣退役。
2023年5月25日，美国哈福德社区大学为表彰秦伟平对国家和社区的卓越贡献，向他颁发杰出校友奖。 ,  https://www.youtube.com/watch?v=Er-CXGmoB0A
2024年12月，秦伟平获得美国UMGC马里兰州立大学MBA工商管理硕士学位。